# (427) Galene
(427) Galene ist ein Asteroid des äußeren Hauptgürtels, der am 27. August 1897 vom französischen Astronomen Auguste Charlois am Observatoire de Nice bei einer Helligkeit von 12,5 mag entdeckt wurde.
Der Asteroid ist benannt nach der Nereide Galene, einer der vielen Töchter von Nereus und Doris und Enkelin von Okeanos.

## Wissenschaftliche Auswertung
Aus Ergebnissen der IRAS Minor Planet Survey (IMPS) wurden 1992 Angaben zu Durchmesser und Albedo für zahlreiche Asteroiden abgeleitet, darunter auch (427) Galene, für die damals Werte von 30,0 km bzw. 0,24 erhalten wurden. Eine Auswertung von Beobachtungen durch das Projekt NEOWISE im nahen Infrarot führte 2011 zu vorläufigen Werten für den Durchmesser und die Albedo im sichtbaren Bereich von 36,1 km bzw. 0,16. Nachdem die Werte nach neuen Messungen mit NEOWISE 2012 auf 23,7 km bzw. 0,31 geändert worden waren, wurden sie 2014 auf 32,2 km bzw. 0,20 korrigiert.
Photometrische Messungen des Asteroiden fanden erstmals statt vom 27. April bis 3. Mai 2009 am BDI Observatory in New South Wales, Australien. Aus der aufgezeichneten Lichtkurve wurde eine Rotationsperiode von 3,705 h bestimmt.
Eine Auswertung von archivierten Lichtkurven des Lowell-Observatoriums ermöglichte in einer Untersuchung von 2016 erstmals die Erstellung eines dreidimensionalen Gestaltmodells des Asteroiden für zwei alternative Rotationsachsen mit retrograder Rotation und einer Periode von 3,70604 h. Mit dem Weltraumteleskop Transiting Exoplanet Survey Satellite (TESS) konnten während dessen Durchmusterung des Südhimmels 2018 bis 2019 auch Objekte des Sonnensystems beobachtet werden. Dabei wurden auch die Lichtkurven von fast 10.000 Asteroiden aufgezeichnet. Für (427) Galene wurde aus Messungen etwa vom 26. April bis 20. Mai 2019 eine Rotationsperiode von 3,70625 h erhalten.
Zwischen 2012 und 2018 wurden mit der All-Sky Automated Survey for Supernovae (ASAS-SN) auch photometrische Daten von 20.000 Asteroiden aufgezeichnet. Auf mehr als 5000 davon konnte erfolgreich die Methode der konvexen Inversion angewendet werden, darunter auch (427) Galene, für die in einer Untersuchung von 2021 ein verbessertes dreidimensionales Gestaltmodell für zwei alternative Rotationsachsen mit retrograder Rotation und einer Periode von 3,70603 h berechnet wurde.
Aus archivierten Daten des Asteroid Terrestrial-impact Last Alert System (ATLAS) aus dem Zeitraum 2015 bis 2018 konnte in einer Untersuchung von 2022 mit der Methode der konvexen Inversion eine Rotationsperiode von 3,70603 h bestimmt werden. Im Jahr 2023 wurde aus photometrischen Messungen von Gaia DR3 erneut ein dreidimensionales Gestaltmodell des Asteroiden für zwei alternative Rotationsachsen mit retrograder Rotation und einer Periode von 3,70604 h berechnet.

## Wechselwirkung mit (7968) Elst-Pizarro?
Das 1996 entdeckte Objekt (7968) Elst-Pizarro, das als Asteroid-Komet klassifiziert ist und sich in der Themis-Region des Hauptgürtels bewegt, zeigte zu dieser Zeit eine vorübergehende Staubschweifaktivität. Als bevorzugte Erklärung für diese Aktivität wurden mehrere Kollisionen mit einer Trümmerwolke eines anderen Asteroiden angesehen. Eine Untersuchung von 2000 ergab, dass der wahrscheinlichste Kandidat für den Mutterkörper der Impaktoren, die diese vorübergehende Staubausbruchsaktivität hervorriefen, der Asteroid (427) Galene sein könnte. Da (7968) Elst-Pizarro jedoch auch im Jahr 2002 in der Nähe seines Perihels erneut Aktivität zeigte, wurde diese Erklärung in einer neuen Untersuchung von 2004 als unglaubwürdig beurteilt und das Objekt entweder als Komet auf einer Asteroidenbahn angesehen oder als Asteroid, bei dem oberflächlich Eis freigelegt wurde.